# Obuasi
Obuasi est une ville située au sud du Ghana, au sud de Kumasi. La ville compte une population de 115 564 habitants (recensement de 2000). Sur la voie ferrée entre Kumasi et Sekondi, qui est connu pour sa mine d'or, qui est l'une des plus importantes au monde, l'or a été exploité sur place au moins jusqu'au XVIIe siècle. Opérée par la Anglo Gold Ashanti (AGA), anciennement la Ashanti Gold Company, c'était la plus grande compagnie minière jusqu'à sa fusion avec la compagnie sud-africaine AngloGold.

## Religion
Obuasi est le siège d'un évêché catholique créé le 3 mars 1995.

## Personnalité
- John Mensah
- George Owu
- Sam E Jonah